# Mary Jane Ward

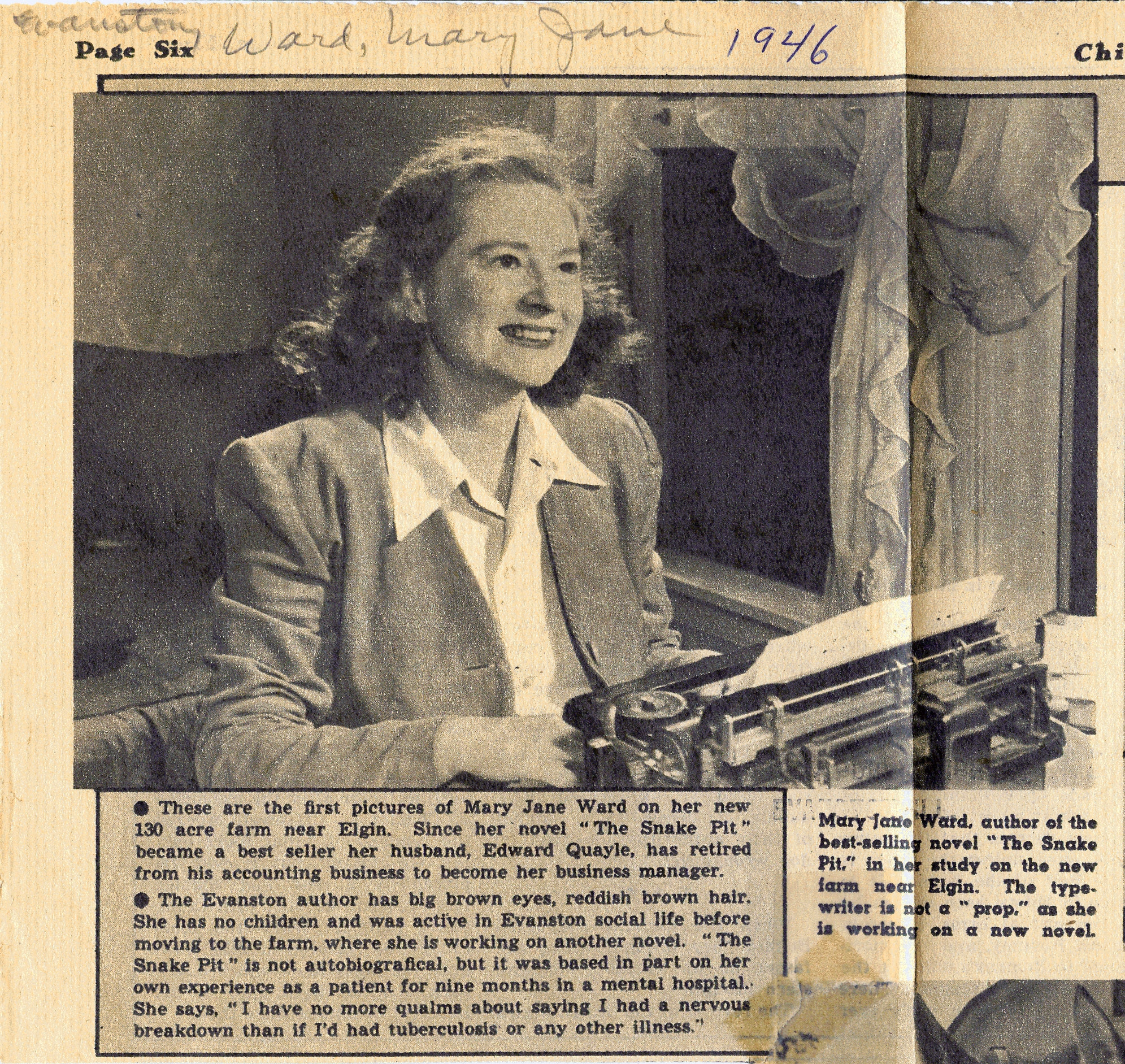
Mary Jane Ward (1946) an ihrer Schreibmaschine

Mary Jane Ward (* 27. August 1905 in Fairmount, Indiana; † 17. Februar 1981, in Tucson, Arizona) war eine US-amerikanische Schriftstellerin. Sie erzielte Popularität durch ihren Roman The Snake Pit.

## Leben
Mary Jane Ward entstammte der Ehe von Claude Arthur Ward und Marion Ward, geb. Lockridge. Über die Familie ihrer Mutter war sie eine Cousine des Schriftstellers Ross Franklin Lockridge, Jr. (* 25. April 1914; † 6. März 1948 durch Suizid), dem Autor des vom Regisseur Edward Dmytryk verfilmten Romans Raintree County.
Ward zeigte in Kindheitsjahren ein Interesse für Musik und Kunst. 1915 wechselte die Familie den Wohnsitz nach Evanston (Illinois). Im Alter von vierzehn Jahren spielte sie Werke von Schumann und Grieg sowie eigene Kompositionen. 1923 beendete sie den Besuch der Evanston Township High School und studierte Englisch bis 1925 an der Northwestern University und anschließend ein Jahr am Lyceum of Arts Conservatory in Chicago. Nach dem Konservatorium übernahm sie diverse Gelegenheitsjobs.
Im März 1928 heirateten Mary Jane Ward und der Statistiker Edward Quayle, der in seiner Freizeit Theaterstücke verfasste. Diese Tätigkeit inspirierte die Ehefrau, selbst mit dem Schreiben zu beginnen und Kurzgeschichten zu veröffentlichen. 1937 übernahm Mary Jane Ward eine Arbeit als Literaturkritikerin; im selben Jahr erschien ihr Roman The Tree Has Roots. 1938 veröffentlichte sie den Roman The Wax Apple. Beide Veröffentlichungen blieben ohne Erfolg.
1939 zog das Ehepaar nach Greenwich Village – geplagt von finanziellen Sorgen. Sie verursachten bei Mary Jane Ward eine akute Belastungsreaktion, die nach der Einweisung zu einem Aufenthalt von acht Monaten im Rockland State Hospital in Orangeburg (New York) führten. Die – wahrscheinlich fehlerhafte – Diagnose lautete Schizophrenie, deren Therapie durch heiße Bäder und Elektroschocks erreicht werden sollte. Auf der Grundlage ihrer Erfahrungen in der Psychiatrie schrieb Ward den semi-autobiografischen Roman The Snake Pit, der 1946 erschien. Die Veröffentlichung löste lebhafte Reaktionen der Literaturkritiker und der Psychiatrie-Experten aus. Der Regisseur Anatole Litvak drehte 1948 einen Film nach Motiven des Romans, der in Deutschland unter dem Titel Die Schlangengrube lief.
Nach diesem Erfolg ließ sich das Ehepaar auf einer Farm in der Nähe von Chicago nieder. In der Zeit bis zu ihrem Tod im Jahr 1981 waren weitere drei Aufenthalte in einer Psychiatrie erforderlich.

## Rezeption
Wards Roman The Snake Pit brachte im ersten Monat nach dem Erscheinen im Jahr 1946 für den Verlag Random House einen Umsatz von mehr als einhunderttausend Dollar. Diese Veröffentlichung und der Film The Snake Pit aus dem Jahr 1948 führten zu Reformen in psychiatrischen Anstalten.

## Bibliografie
- The Snake Pit. Random, New York 1946
  - Deutsche Ausgabe: Die Schlangengrube. Übersetzt von Walter Firner und Bertie Panitz. Keyser, Heidelberg 1950
  - Schlangengrube. Neuausgabe mit revidierter Übersetzung. Berlin 2020, ISBN 978-3-945980-47-7. (autonomie-und-chaos.de; PDF)
- The Professor’s Umbrella. 1948
- A Little Night Music. 1951
- It’s Different for a Woman. 1952
- Counterclockwise. Henry Regnery, Chicago 1969
- The Other Caroline. 1970
  - Deutsche Ausgabe: Die andere Caroline. Übersetzt von Hans Erik Hausner. Kremayr & Scheriau, Wien 1972